# ジョンQ -最後の決断-
『ジョンQ -最後の決断-』（じょんきゅう さいごのけつだん、原題: John Q）は、米国で2002年に製作された映画。日本での公開は2002年11月23日。
アメリカの医療制度、保険制度の問題を風刺したヒューマンドラマ。

## あらすじ
舞台はイリノイ州シカゴ郊外。ある朝ベッドでテレビの討論番組を見ていたジョン（デンゼル・ワシントン）は表でがちゃがちゃと何かの機械が動く音に気付き、血相を変えて飛び出すとローンの不払いで妻デニーズ（キンバリー・エリス）の車が差し押さえられ回収されようとしているところだった。ジョンは妻が仕事に行けなくなる、と訴えるが差し押さえ人はそれならローンを払え、と冷たく言い放ち、妻の車は無情にも回収された。ジョンはつい最近会社のリストラの対象となり、フルタイム（正社員）からパートタイム（バイト）に格下げされ、給料が目減りして生活が苦しかったのだ。朝食の席でも眉間にしわを寄せて新聞の求人広告欄をにらみ新しい収入源を見つけようと必死になった。パートタイムに格下げされたため仕事は半日で終わり、工場勤務のため不慣れなネクタイを締めて副業を手に入れようと面接を受けるが「資格過剰」を理由に落とされ続けた。
経済的に苦しい生活でも救いは息子マイクの明るい笑顔を見られることだったのだが…。週末、少年野球に所属しているマイクの試合を見ていると、走っている最中にマイクはいきなり苦しそうに胸を押さえて倒れ、その場でがくがくと痙攣をはじめ昏睡状態に陥った。血相変えて地元の救急病院に運び、別室で心臓外科部長のレイモンド・ターナー医師（ジェームズ・ウッズ）と病院院長のレベッカ・ペイン（アン・ヘッシュ）が、マイクは重度の心臓病で、一刻も早い心臓移植手術が必要だと告げた。ジョンは即座に移植者待機リストにマイクの名前を載せるように頼むが、手術費用は高額で、移植待ちのリストへ載せるだけでも高額の費用を前払いしなければならない。レベッカは「あなたが入っている保険は、移植手術には適用されない」と告げた。愕然としてジョンが働いている会社に問い合わせると、ジョンがフルタイムからパートタイムに格下げされた時、無断で、会社の都合で保険のランクも下げられたため高額な移植手術には適用されないうえに、両親ともに健在で職がある事から国からの補助も受けられない。
ジョンとデニーズは家財道具を売り払い、カンパを集めるなど金策に走ったが、病院からは支払いが足りないために退院勧告が出される。我慢の限界に達したジョンは、医師や患者を人質に救急病棟を占拠。マイクを移植待ちリストへ載せることを要求するのだった。
警察の交渉人フランク・グライムズ（ロバート・デュヴァル）はジョンと接触し、ペインにマイクの名前を臓器移植のリストに載せるよう要求する。グライムズは上司のガス・モンロー（レイ・リオッタ）と衝突し、人質の多くはジョンの苦境に同情し、アメリカの医療制度の欠陥について考える。看護師の一人が、マイクの病状は定期検診でもっと早く発見できたはずなのに、医師は保険会社からボーナスを得るためにそれを無視し、利益を確保するために黙っていたことを明らかにする。患者の解放に同意したジョンは人質のミッチ・クイグリー（ショーン・ハトシー）に襲われ、DVを受けていたミッチの彼女ジュリー・バード（ヘザー・ウォールクィスト）はジョンがミッチを制圧し手錠をかけるのを手伝う。ジョンは、妊婦のスティーブ（トロイ・ウィンブッシュ）とミリアム（トロイ・ベイヤー）、移民のローザ（マーサ・チャブス）と幼い息子を解放し、解放した人質たちは外の報道陣にジョンへの支持を表明する。グライムスとペインはデニーズにジョンの行動を明かし、ペインはマイクを無償で手術を行うリストに加える。
モンローは、SWATの狙撃手をエアシャフトからERに侵入させ、デニーズからの電話でジョンを狙撃位置に誘い込む。ジョンは病状が悪化するマイクと話すが、その間に報道陣が警察の監視映像をハッキングし、ジョンと家族の会話を放送してしまう。スナイパーが発砲し、肩に傷を負った瞬間、ジョンはハッキングされたニュース映像を発見する。ジョンは狙撃手を制圧し、彼を人間の盾として、歓声を上げる群集の前で要求を繰り返す。夜が明け、マイクは狙撃手の解放と引き換えにERに運ばれ、デニーズは警察の指揮所で待機する。
ジョンは自分の心臓でマイクを救うために自殺する意思を明らかにし、さらに自分の銃が最初から空だったことを明かす。彼はターナーに手術を行うよう説得し、ジュリーと警備員のマックスがジョンの即席の遺言の証人となる。マイクに別れを告げ、唯一持ってきた弾丸で自らの命を絶とうとするジョンに、デニーズが最近亡くなった臓器提供者（映画冒頭の運転手）の心臓が届くという知らせを持ってくる。心臓が届くと、ジョンは患者のレスター・マシューズ（エディ・グリフィン）を含む人質を解放し、レスターはジョンに偽装して警察に投降する。ジョンは外科医に偽装してマイクを手術室に同行させ、偽装に気づいたグライムズはジョンを逮捕せずマイクの手術を見守るのを許可する。
3か月後、ジョンの行動は医療に関する国民的議論を呼び起こし、裁判では彼の家族、友人、そして人質全員が彼に代わって証言する。ジョンは最終的に、殺人未遂と武装犯罪行為については無罪となったが、誘拐と不法監禁については有罪判決を受ける。弁護士は、2年以下の懲役で済むと断言する。レスターはジョンを英雄として称え、健康になったマイクは父親と目を合わせ、「パパ！」「ありがとう」と言うのだった。

## 登場人物
ジョン・クインシー・アーチボルド
演 - デンゼル・ワシントン
工場労働者。正社員であったが職場のリストラにより、パートへと格下げされてしまう。これにより給料も下がり生活が苦しくなる。
デニーズ・アーチボルド
演 - キンバリー・エリス
ジョンの妻。車を持っていたがローン滞納により没収されてしまう。
マイク・アーチボルド
演 - ダニエル・E・スミス
ジョンとデニーズの息子。少年野球チームに所属している。試合中に発作で倒れ、救急病院へ運ばれる。
フランク・グライムズ
演 - ロバート・デュヴァル
警部補。事件を起こしたジョンの交渉役を務める。
レイモンド・ターナー
演 - ジェームズ・ウッズ
心臓外科医。マイクが重度の心臓病を患っていることをジョンに説明する。
レベッカ・ペイン
演 - アン・ヘッシュ
院長。マイクが重度の心臓病を患っていることをジョンに説明する。
ガス・モンロー
演 - レイ・リオッタ
本部長。事件解決のためなら強硬も厭わない姿勢を見せる。
レスター・マシューズ
演 - エディ・グリフィン
人質の一人。
ジミー・パランボ
演 - デヴィッド・ソーントン
ジョンの同僚で友人。
ジーナ・パランボ
演 - ローラ・ハリング
ジミーの妻。
ランプリー
演 - ポール・ヨハンセン
テレビ局のリポーター。

## キャスト
| 役名                                               | 俳優                               | 日本語吹替 | 日本語吹替   | 日本語吹替 |
| 役名                                               | 俳優                               | ソフト版   | 日本テレビ版 | 機内上映版 |
| -------------------------------------------------- | ---------------------------------- | ---------- | ------------ | ---------- |
| ジョン・クインシー・アーチボルド （通称：ジョンQ） | デンゼル・ワシントン               | 大塚明夫   | 小山力也     |            |
| デニーズ・アーチボルド                             | キンバリー・エリス                 | 日野由利加 | 本田貴子     |            |
| マイク・アーチボルド                               | ダニエル・E・スミス                | 浅井晴美   | 津村まこと   |            |
| フランク・グライムズ警部補                         | ロバート・デュヴァル               | 佐々木敏   | 糸博         | 大木民夫   |
| レイモンド・ターナー医師                           | ジェームズ・ウッズ                 | 仲野裕     | 土師孝也     |            |
| レベッカ・ペイン院長                               | アン・ヘッシュ                     | 佐藤しのぶ | 日野由利加   |            |
| ガス・モンロー本部長                               | レイ・リオッタ                     | 大滝寛     | 大塚芳忠     |            |
| レスター・マシューズ                               | エディ・グリフィン                 | 田原アルノ | 岩崎ひろし   |            |
| ミッチ・クイグリー                                 | ショーン・ハトシー                 | 平川大輔   | 神奈延年     |            |
| ジュリー・バード                                   | ヘザー・ウォールクィスト           | 徳光由香   | 細野雅世     |            |
| マックス・コンリン警備員                           | イーサン・サプリー                 | 斉藤次郎   |              |            |
| ジミー・パランボ                                   | デヴィッド・ソーントン             | 牛山茂     | 斎藤志郎     |            |
| ジーナ・パランボ                                   | ローラ・ハリング                   | 堀江真理子 |              |            |
| ランプリー                                         | ポール・ヨハンセン                 | 楠大典     |              |            |
| ムーディー巡査部長                                 | オバ・ババタンデ                   | 辻親八     | 伊藤栄次     |            |
| クライン                                           | ラリッサ・ラスキン                 | 加藤ゆう子 |              |            |
| レジー                                             | ジェームズ・フィナーティー         | 星野充昭   |              |            |
| マグワイア                                         | ケビン・コノリー                   | 佐藤晴男   |              |            |
| スティーブ                                         | トロイ・ウィンブッシュ             | 石住昭彦   |              |            |
| ミリアム                                           | トロイ・ベイヤー                   | 斎藤恵理   |              |            |
| ローザ                                             | マーサ・チャブス                   | 杉本ゆう   |              |            |
| デビー                                             | ディナー・スパイビー               | 安達まり   |              |            |
| フレディー                                         | ケラム・マリッキ＝サンチェス       | 川村拓央   |              |            |
| ナイジェル                                         | ナイジェル・ショーン・ウィリアムズ | 竹田雅則   | 高橋圭一     |            |
| レポーター女#2                                     |                                    | 小池亜希子 |              |            |
| レポーター女#5                                     |                                    | よのひかり |              |            |
| ジェイ・レノ                                       | 本人                               |            |              |            |
| ラリー・キング                                     | 本人                               |            |              |            |
| テッド・デミ                                       | 本人                               |            |              |            |
| ヒラリー・クリントン                               | 本人                               |            |              |            |

- ソフト版

演出：高橋剛、翻訳：久保喜昭、制作：ACクリエイト
- 日本テレビ版：初回放送2007年11月16日『金曜ロードショー』

その他：堀江真理子、滝沢ロコ、伊丸岡篤、船木真人、松久保いほ、朝倉栄介、小島幸子、川島得愛、向井修、山戸恵、田坂浩樹、ふくまつ進紗、樋渡宏嗣、滝佳保子、鍋井まき子、小野涼子、深沢エミ
演出：岩見純一、翻訳：久保喜昭、調整：金谷和美、金秀賢、北浦祥子、効果：リレーション、編集・録音：ACスタジオ、担当：乃坂守蔵、制作：ACクリエイト、

## スタッフ
- 監督：ニック・カサヴェテス
- 製作総指揮：マイケル・デ・ルカ、アヴラム・ブッチ・カプラン、リチャード・サパースタイン
- 製作：マーク・バーグ、オーレン・クールズ
- 脚本：ジェームズ・カーンズ
- 撮影：ロジェ・ストファーズ
- 音楽：アーロン・ジグマン

## 制作
映画のSWATチームのアドバイザーが、トロントで実際に起きた同様の悲劇的な事件について言及している。
1999年の大晦日、Henry Masukaという26才の男性が、生後3ヶ月の息子が喘息の発作で呼吸困難になったとして、救急外来に連れて行った。ところがその日、小児科医が出勤しておらず、医師が息子を診察するまで45分待たなければならないと告げられた。男性は激怒して、医師の頭に銃を突きつけ人質に取り、息子をすぐ診察するよう要求。その後SWATに銃撃され死亡してしまうが、男性の所持していた銃は弾丸の入っていないペレット銃だったという。
この事件で男性を撃った特殊部隊のJim Bremner氏は、後悔とメディアの非難に苛まれ、酒に溺れ、PTSDを含むストレス障害に苦しみ続けた。